# Doesn’t Matter Anyway
A Doesn't Matter Anyway az amerikai Savatage 1995-ben megjelent EP-je. A kiadvány címadó dala az 1995-ben megjelent Dead Winter Dead albumra került fel. Az EP-n olyan koncertfelvételek is helyet kaptak, melyeket az 1994-es turné japán állomásán rögzítettek.

## Dalok
1. "Doesn't Matter Anyway" – 03:47
2. "Mozart and Madness" – 05:01
3. "Edge of Thorns" (Japan Live '94 verzió) – 06:37
4. "Jesus Saves" (Japan Live '94 verzió) – 04:04
5. "Sleep" (akusztikus) – 03:46
6. "The Dungeons are Calling" (Final Bell / Ghost in the Ruins verzió) – 04:45
7. "Hounds" (Final Bell / Ghost in the Ruins verzió) – 07:20
8. "Not What You See" (rádió verzió) – 03:54

## Zenészek

### "Doesn't Matter Anyway"
- Jon Oliva – ének, billentyűsök
- Chris Caffery – gitár
- Al Pitrelli – gitár
- Johnny Lee Middleton – basszusgitár
- Jeff Plate – dob

### "Mozart and Madness"
- Jon Oliva – billentyűsök
- Chris Caffery – gitár
- Al Pitrelli – gitár
- Johnny Lee Middleton – basszusgitár
- Jeff Plate – dob

### "Edge of Thorns"
- Zachary Stevens – ének
- Alex Skolnick – gitár
- Jon Oliva – billentyűsök
- Johnny Lee Middleton – basszusgitár
- Jeff Plate – dob

### "Jesus Saves"
- Zachary Stevens – ének
- Alex Skolnick – gitár
- Jon Oliva – billentyűsök
- Johnny Lee Middleton – basszusgitár
- Jeff Plate – dob

### "Sleep"
- Zachary Stevens – ének
- Criss Oliva – gitár

### "The Dungeons are Calling"
- Jon Oliva – ének, zongora
- Criss Oliva – gitár
- Steve Wacholz – dob
- Johnny Lee Middleton – basszusgitár
- Chris Caffery – gitár

### "Hounds"
- Jon Oliva – ének, zongora
- Criss Oliva – gitár
- Johnny Lee Middleton – basszusgitár
- Steve Wacholz – dob
- Chris Caffery – gitár

### "Not What You See"
- Zachary Stevens – ének
- Jon Oliva – billentyűsök
- Chris Caffery – gitár
- Al Pitrelli – gitár
- Johnny Lee Middleton – basszusgitár
- Jeff Plate – dob